# Baptiste Fabre
Pas d'image ? Cliquez ici

a Compétitions nationales et continentales officielles uniquement.

Baptiste Fabre, né le 12 septembre 2001, est un joueur de rugby à XIII français évoluant au poste de demi d'ouverture. Issu d'une famille de treiziste, il débute au rugby à XIII dès l'âge de quatre ans au sein du club de Réalmont et d'Albi, il y passe toute sa formation et prend part également à des sélections de jeunes en équipe de France. Il dispute durant trois saisons le Championnat de France remportant le titre de meilleur marqueur de points en 2022 puis tente sa chance en Australie en Queensland Cup avec les Brisbane Tigers.

## Biographie
Son grand-père, Jean-Pierre Papailhau à Albi, et son père, Jérôme Fabre à Lescure et Réalmont , sont d'anciens joueurs de rugby à XIII.

## Palmarès
- Individuel : 
  - Meilleur marqueur de points du Championnat de France : 2022 (Albi).

### En club
| Saison    | Club            | Compétition           | Matchs | Points | Essais | Buts | Drop |
| --------- | --------------- | --------------------- | ------ | ------ | ------ | ---- | ---- |
| 2018-2019 | Albi RL         | Championnat de France | 14     | 149    | 5      | 64   | 1    |
| 2019-2020 | Albi RL         | Championnat de France | 9      | 87     | 2      | 10   | 3    |
| 2021-2022 | Albi RL         | Championnat de France | 15     | 166    | 7      | 67   | 4    |
| 2022      | Brisbane Tigers | Queensland Cup        | ?      | -      | -      | -    | -    |
| 2023      | Brisbane Tigers | Queensland Cup        | ?      | -      | -      | -    | -    |